# 勒皮
勒皮，全名为沃莱地区勒皮（法語：Le Puy-en-Velay，發音：[lə pɥi ɑ̃ vəlɛ] ⓘ），法国东南部城市，奥弗涅-罗讷-阿尔卑斯大区上卢瓦尔省的一个市镇，也是该省的省会，下辖勒皮区。勒皮位于上卢瓦尔省中部，其市镇面积为16.79平方公里，2022年1月1日时人口数量为18,989人，是该省人口最多的市镇，在法国市镇中排名第494位。
勒皮历史悠久，其所处的公共社区为艺术与历史地区。勒皮是天主教的重要朝圣地，是圣雅各之路的四大起点之一，因其境内的圣母升天大教堂、法国圣母雕像和艾古力圣弥额尔礼拜堂三个地标性建筑而闻名。现代勒皮也是一个区域性的综合性工商业城市，设有大学分校和中心医院，同时也是一个小型交通枢纽，开通有直达巴黎的固定航线。

## 地名来源
“勒皮”一名在现代法语中意为“火山口”，但作为城市名称，此处来源则是拉丁语，意为“高山、高地”。1988年，经法国民政局批准，“勒皮”新增“在沃莱地区”（-en-Velay）作为后缀。在一些中文参考资料中，当地又被翻译为或“勒皮昂韦莱”或“勒皮昂瓦莱”。

## 历史

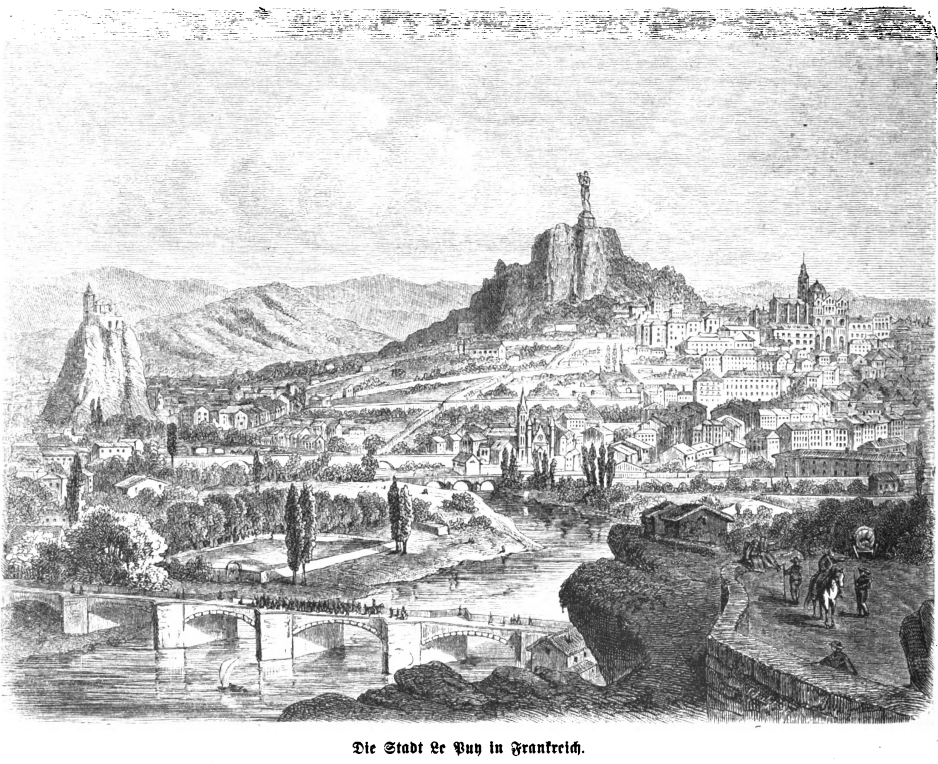
1864年的勒皮

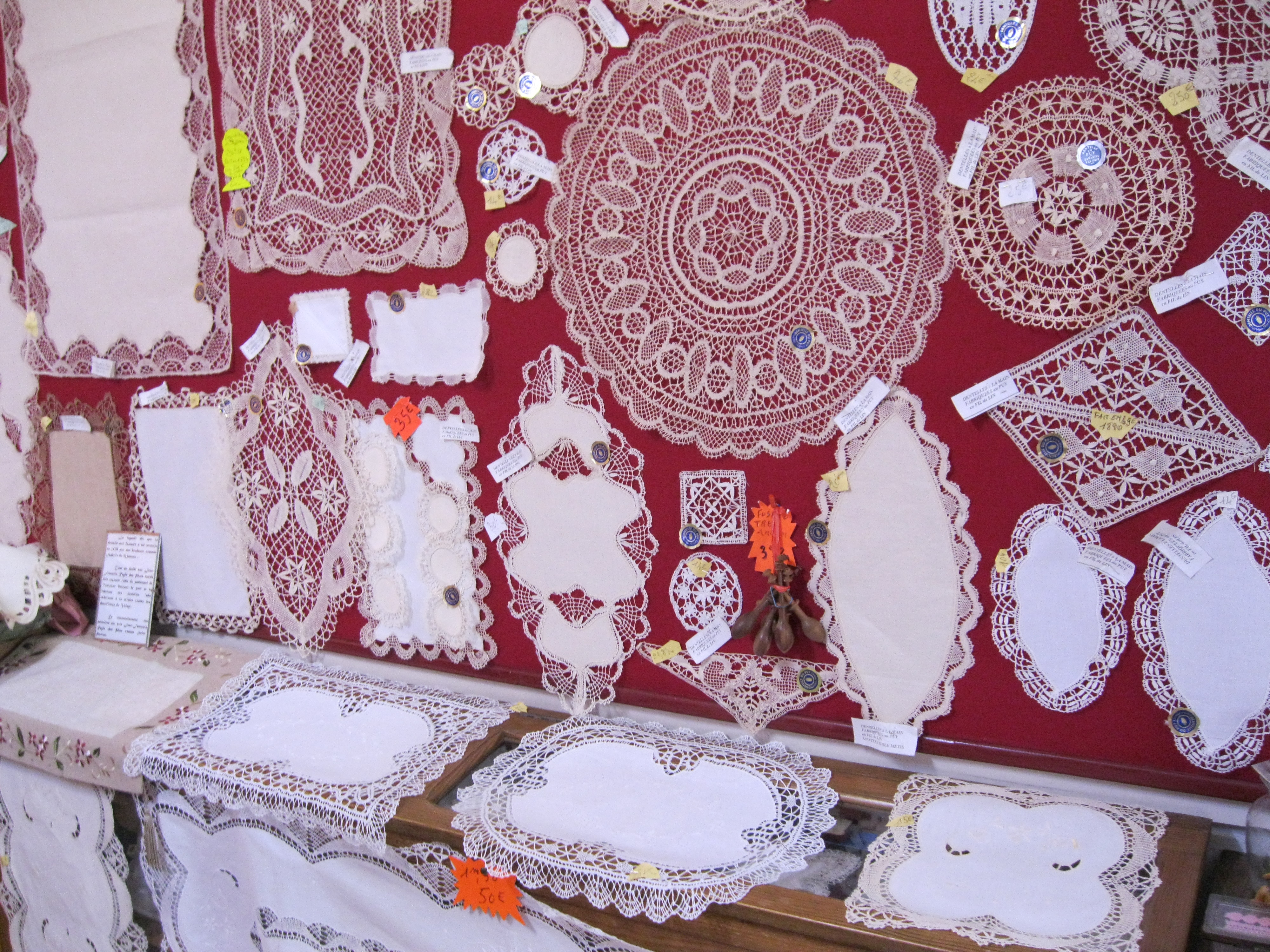
勒皮花边

勒皮历史悠久，高卢时期，利古里亚人曾在此区域活动，罗马人入侵后曾在此修建驿站，并命名为“阿尼修姆”（Anicium），成为勒皮的城市前身。根据都爾的額我略在其《法兰克民主史》当中的描述，勒皮教堂及主教于公元3世纪初开始设立，但关于勒皮城市在中世纪初期的信息则缺乏记载。公元924年，勒皮伯爵阿基坦的威廉二世获得了勃艮第拉乌尔授予的宗主权，并在勒皮主教阿达拉尔（Adalard）的支持下将勒皮开辟成为贸易中心。公元955年，勒皮主教戈德斯卡尔克继承了宗主权，进一步加强了勒皮的宗教权威。彼时，勒皮城内的“燃烧之石”（Pierre aux fièvres）成为了一个重要的权威象征，在戈德斯卡尔克的号召下，虔诚的天主教徒集结于此，出发前往圣雅各的埋葬地圣地亚哥-德孔波斯特拉，这一行程被称为圣雅各之路，勒皮由此成为该朝圣道路的三个起点之一，其对应的线路被称为“波迪安西之路”（又称“勒皮之路”）。公元12世纪初，自由佣兵团不满桑塞尔的艾蒂安一世的暴政，在勒皮地区引发了卡皮雄骚乱，并很快衍变成为全国性的政治反抗运动。13世纪，“燃烧之石”被改建成为勒皮主教座堂。中世纪中后期，勒皮所在的沃莱成为朗格多克行省的一部分，并保留了沃莱地方政权，直到法国大革命结束。17世纪时，勒皮成为一个重要的花边手工业中心，同时因生产马鞍而闻名。法国大革命结束后，勒皮成为上卢瓦尔省的省会。19世纪中期，雕塑家奥古斯特·德·莫尔隆担任勒皮主教，其在任期间主持修建了法国圣母雕像。工业革命期间，勒皮相继建成通向圣艾蒂安、朗戈涅和布里尤德方向的铁路，但向东前往普里瓦方向的铁路最终因技术原因而未能建成。二战时期，勒皮接纳了大批来自沦陷区城市塞纳河畔沙蒂永的难民，此举使得战后塞纳河畔沙蒂永市中心的广场被更名为“勒皮城市广场”。自20世纪70年代以来，包括勒皮在内的法国山地农业地区出现了大量的人口外流，导则当地的教育、医疗等公共服务大量减少，引发了当地民众的不满。2018年12月1日的法国黄背心运动第三战役期间，勒皮境内多处建筑物被破坏，其中上卢瓦尔省政府大楼被烧毁，勒皮成为黃背心運動当中影响最严重的城市之一。

## 地理
勒皮位于法国东南部，奥弗涅-罗讷-阿尔卑斯大区南部偏西和上卢瓦尔省中部，距离大区首府里昂大约150公里。与勒皮接壤的市镇包括：艾吉耶、布里沃-沙朗萨克、沙德拉克、库邦、卢瓦尔河畔屈萨克、埃斯帕利-圣马塞尔、波利尼亚克、多莱宗河畔圣克里斯托夫、勒皮附近瓦尔斯。

### 地形
勒皮位于法国中央高原腹地，境内地势起伏较大，其中市区围绕着一处高地呈环状分布，全境海拔在600到888米之间。

### 水文
法国第一长河卢瓦尔河干流流经勒皮东部的布里沃-沙朗萨克境内，其支流博尔讷河及多莱宗河分别流经市区北部及中心地带。

### 气候
勒皮在柯本气候分类法中属于带有温带海洋性特征的山地气候，境内年均温明显低于同纬度大陆西部地区，日温差较大。
勒皮市区西部的卢德境内设有气象站，以下为该气象站的数据：
| 勒皮-卢德1981年－2019年 | 勒皮-卢德1981年－2019年 | 勒皮-卢德1981年－2019年 | 勒皮-卢德1981年－2019年 | 勒皮-卢德1981年－2019年 | 勒皮-卢德1981年－2019年 | 勒皮-卢德1981年－2019年 | 勒皮-卢德1981年－2019年 | 勒皮-卢德1981年－2019年 | 勒皮-卢德1981年－2019年 | 勒皮-卢德1981年－2019年 | 勒皮-卢德1981年－2019年 | 勒皮-卢德1981年－2019年 | 勒皮-卢德1981年－2019年 |
| 月份                    | 1月                     | 2月                     | 3月                     | 4月                     | 5月                     | 6月                     | 7月                     | 8月                     | 9月                     | 10月                    | 11月                    | 12月                    | 全年                    |
| ----------------------- | ----------------------- | ----------------------- | ----------------------- | ----------------------- | ----------------------- | ----------------------- | ----------------------- | ----------------------- | ----------------------- | ----------------------- | ----------------------- | ----------------------- | ----------------------- |
| 历史最高温 °C（°F）     | 17.8 (64.0)             | 21.4 (70.5)             | 24.3 (75.7)             | 28.1 (82.6)             | 29.7 (85.5)             | 37.4 (99.3)             | 37.4 (99.3)             | 35.8 (96.4)             | 33.5 (92.3)             | 26.5 (79.7)             | 21.8 (71.2)             | 16.9 (62.4)             | 37.4 (99.3)             |
| 平均高温 °C（°F）       | 4.9 (40.8)              | 6.5 (43.7)              | 9.8 (49.6)              | 12.5 (54.5)             | 17 (63)                 | 21 (70)                 | 24.2 (75.6)             | 24 (75)                 | 19.5 (67.1)             | 14.8 (58.6)             | 8.7 (47.7)              | 5.6 (42.1)              | 14 (57)                 |
| 日均气温 °C（°F）       | 0.8 (33.4)              | 1.9 (35.4)              | 4.6 (40.3)              | 7 (45)                  | 11.2 (52.2)             | 14.7 (58.5)             | 17.3 (63.1)             | 17.1 (62.8)             | 13.3 (55.9)             | 9.9 (49.8)              | 4.5 (40.1)              | 1.7 (35.1)              | 8.7 (47.7)              |
| 平均低温 °C（°F）       | −3.3 (26.1)             | −2.7 (27.1)             | −0.7 (30.7)             | 1.6 (34.9)              | 5.3 (41.5)              | 8.4 (47.1)              | 10.5 (50.9)             | 10.1 (50.2)             | 7.1 (44.8)              | 4.9 (40.8)              | 0.4 (32.7)              | −2.3 (27.9)             | 3.3 (37.9)              |
| 历史最低温 °C（°F）     | −23.2 (−9.8)            | −20.8 (−5.4)            | −22 (−8)                | −10.2 (13.6)            | −4.4 (24.1)             | −1.3 (29.7)             | 1.8 (35.2)              | −0.8 (30.6)             | −2.5 (27.5)             | −9.2 (15.4)             | −13.4 (7.9)             | −18.2 (−0.8)            | −23.2 (−9.8)            |
| 平均降水量 mm（）       | 38.5 (1.52)             | 31.3 (1.23)             | 33 (1.3)                | 60.2 (2.37)             | 81.7 (3.22)             | 69.1 (2.72)             | 58.6 (2.31)             | 64 (2.5)                | 73.4 (2.89)             | 71.4 (2.81)             | 54.7 (2.15)             | 42.4 (1.67)             | 678.3 (26.70)           |
| 月均日照時數            | 93.7                    | 111.1                   | 166.9                   | 163.8                   | 191                     | 221.4                   | 261.2                   | 234.6                   | 179.7                   | 126.7                   | 84                      | 75.5                    | 1,909.6                 |
| 来源：climat-data       |                         |                         |                         |                         |                         |                         |                         |                         |                         |                         |                         |                         |                         |

## 行政区划
勒皮是法国奥弗涅-罗讷-阿尔卑斯大区上卢瓦尔省的一个市镇，编号为43157，它也是上卢瓦尔省的省会。勒皮下辖勒皮区，管理勒皮第一县、第二县、第三县和第四县，同时也是勒皮城市圈公共社区的办公驻地。
法国国家统计与经济研究所（简称）在进行数据统计时，将勒皮及相邻的另外8个市镇设为勒皮城市核心区，并将包括核心区在内的周边共49个市镇划为勒皮城市区。同时，还将勒皮市镇分为了8个“信息块区”（IRIS），以便于统计人口分布情况。

## 交通

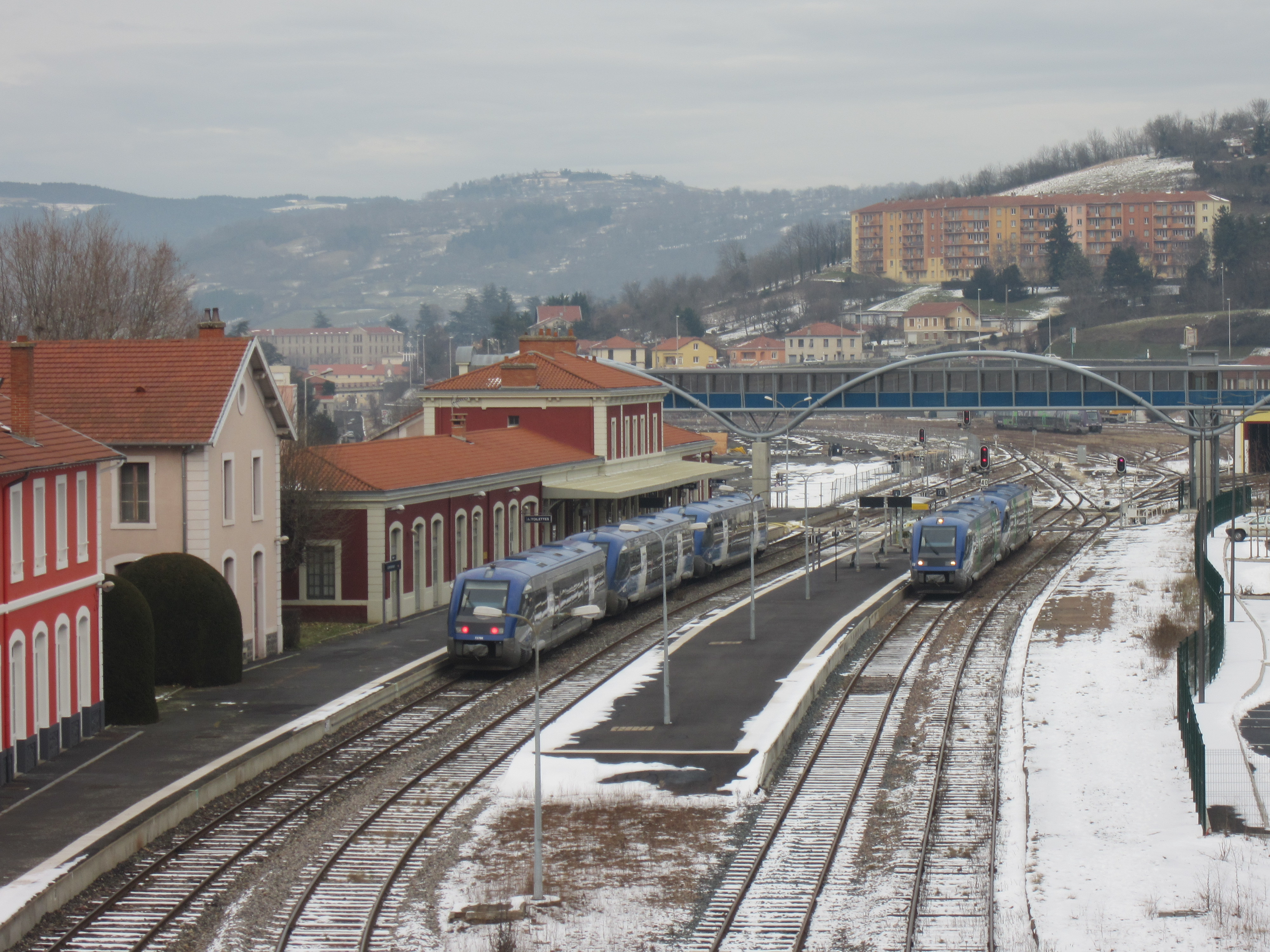
勒皮火车站

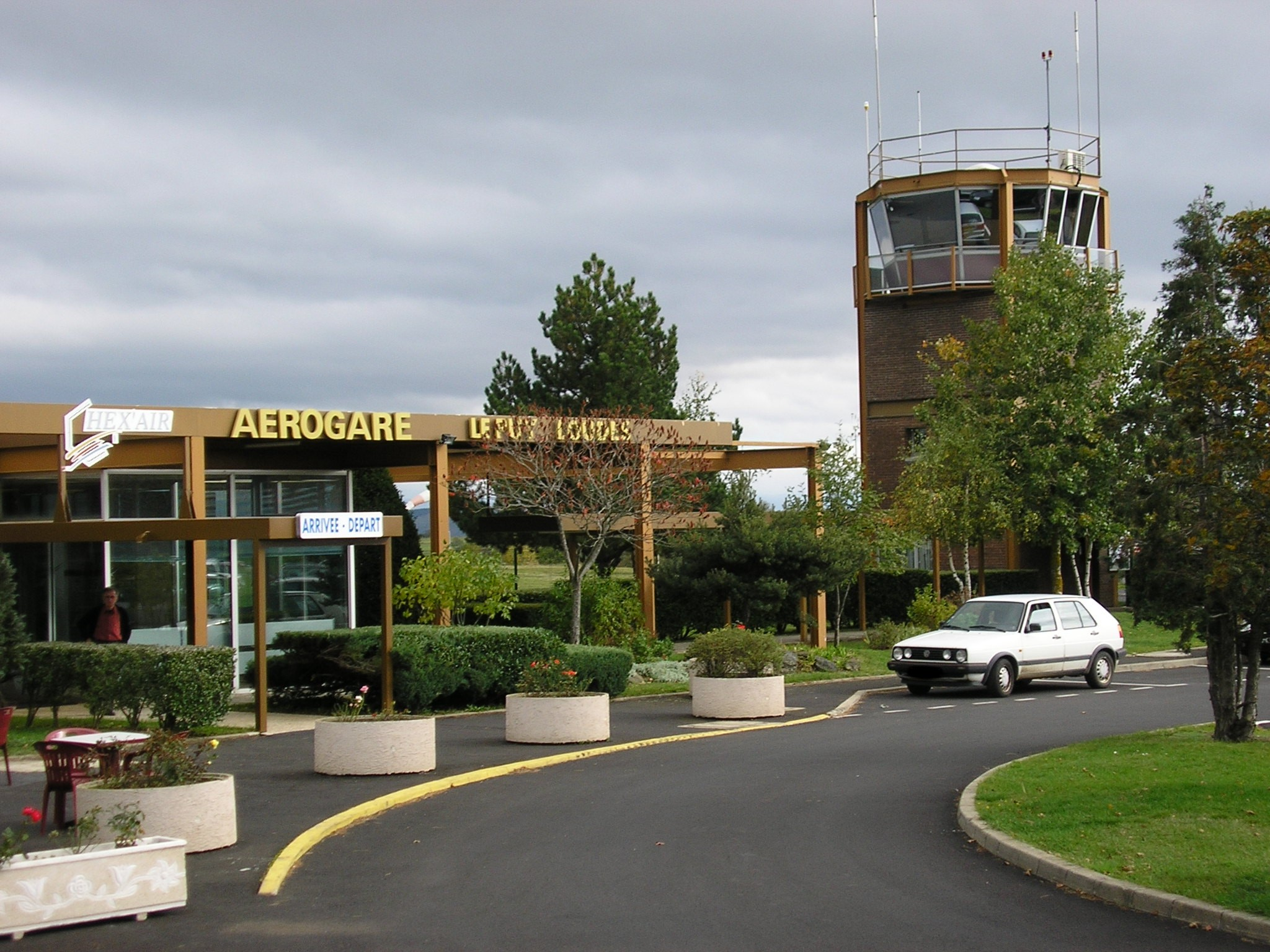
勒皮机场

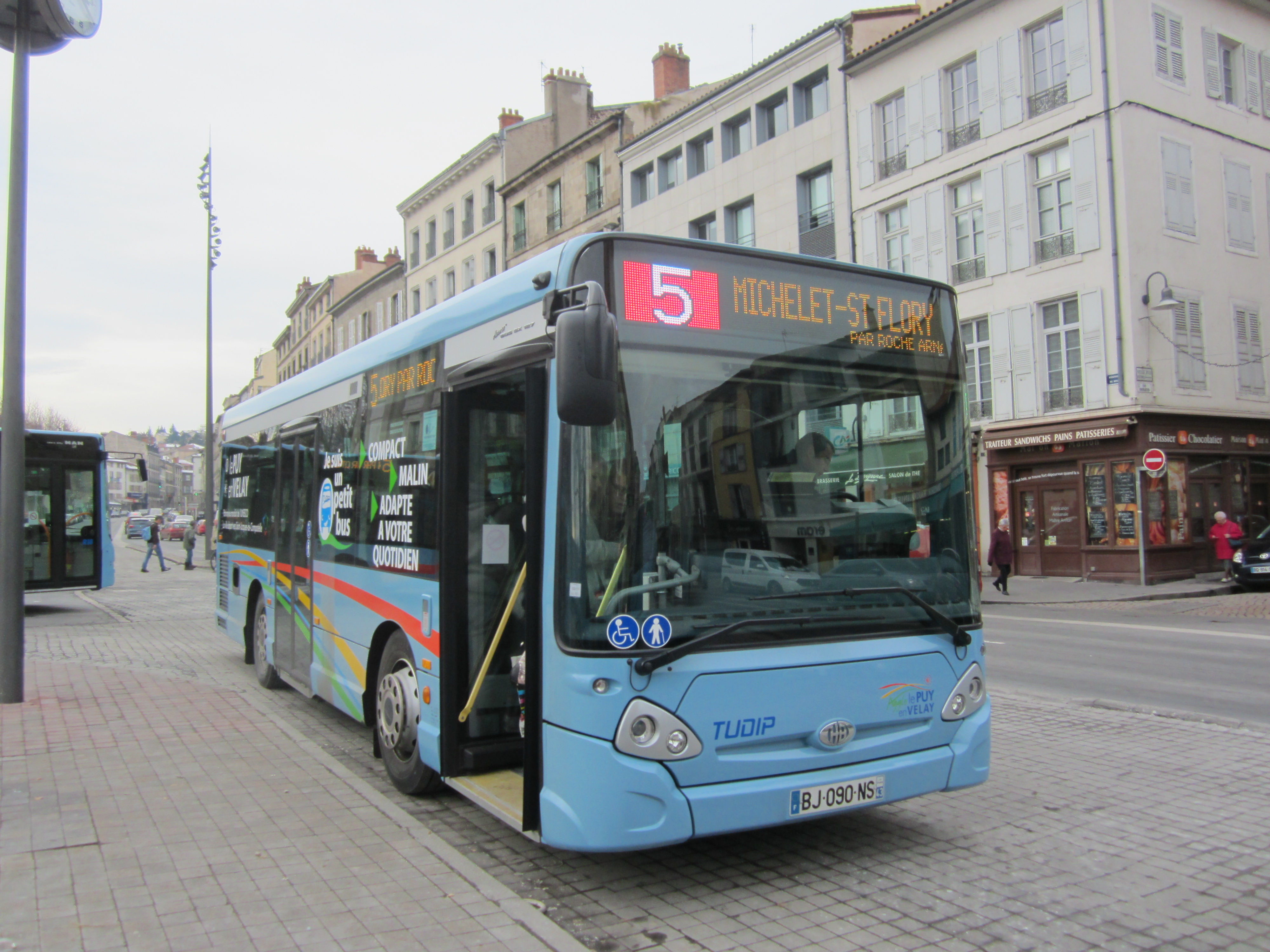
勒皮公交5路

### 公路
勒皮是一个区域性的公路枢纽，法国国道N88线、N102线及多条上卢瓦尔省省道在勒皮境内交汇，勒皮东部过境快速通道于2018年7月建成通车。
多个公路客运系统提供连接勒皮的长途巴士线路，其中奥弗涅-罗讷-阿尔卑斯大区公共交通提供前往拉谢斯迪约的线路，奥克西塔尼大区公共交通提供前往芒德和马尔沃若勒的汽车线路，上卢瓦尔省城际客运则提供前往圣艾蒂安、伊桑若、朗戈涅等地的巴士线路，同时有校车线路可前往周边部分市镇。
2015年，60.1%的勒皮家庭拥有至少一辆的私人汽车。2016年，勒皮境内共发生各类交通事故15起，造成18人受伤。

### 铁路
勒皮位于圣乔治多拉克－圣艾蒂安铁路线上，勒皮火车站位于市区东部，该站每天开行前往克莱蒙费朗及圣艾蒂安的区域列车。

### 航空
勒皮-卢德机场位于勒皮市区以西10公里处的卢德境内，该机场每周一至五开行两班直达巴黎的航线。

### 城市公共交通
勒皮城市公共交通（商业名称为）由勒皮城市圈公共社区直接管理和运营，截至2020年4月，该线路网共包括8条市区公交、2条摆渡公交和十余条校车线路，并提供定制公交服务。
1896至1914年间，勒皮曾有老式有轨电车运行。

## 政治

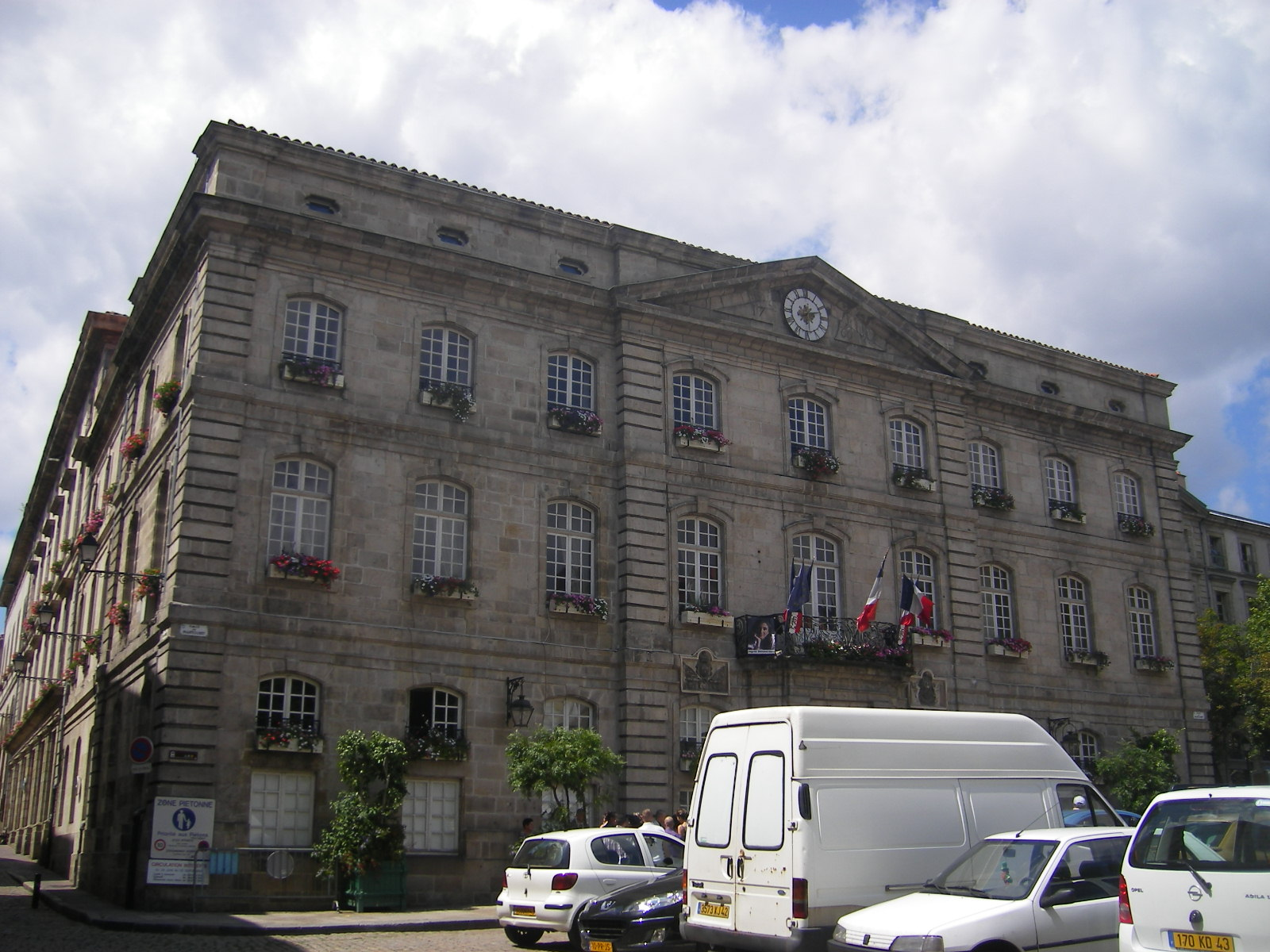
勒皮市政厅

勒皮的现任市长为米歇尔·沙皮（Michel Chapuis）先生，自2016年起担任，在2014年的市政选举中获得了55.25%的支持率。
在2017年的法国总统大选中，法国第25任总统埃马纽埃尔·马克龙在勒皮获得了77.22%的支持率。
| 勒皮历届市长   |                  |                                  |
| 任期           | 市长             | 党派                             |
| 1944年－1965年 | 欧仁·佩贝利耶    | CNIP全国独立人士与农民中心       |
| 1965年－1977年 | 塞莱斯坦·坎西厄  | RI独立激进党                     |
| 1977年－1984年 | 罗热·富尔内龙    | UDF法国民主联盟 →CDS社会民主中心 |
| 1984年－1990年 | 贝尔纳·雅姆      | UDF法国民主联盟 →PR法国共和人党  |
| 1990年－1995年 | 皮埃尔·菲利贝尔  | UDF法国民主联盟 →PR法国共和人党  |
| 1995年－2001年 | 塞尔日·莫尼耶    | UDF法国民主联盟 →CDS社会民主中心 |
| 2001年－2008年 | 阿莱特·阿诺-朗多 | PS社会党                         |
| 2008年－2016年 | 洛朗·沃基耶      | LR共和黨                         |
| 2016年－       | 米歇尔·沙皮      | UDI民主人士和独立人士联盟        |

## 人口
2017年，勒皮市镇人口数量为18,995，在法国排名第494位。其中男性8,882人，女性10,233人，75岁及以上人口占10.3%，外籍人口数量为1,743人，人口密度为1,131人/平方公里，当地居民被称为（男性）或（女性）。2018年，勒皮境内出生187人，死亡人口258人。
| 年份   | 1936   | 1946   | 1954   | 1962   | 1968   | 1975   | 1982   | 1990   | 1999   | 2006   | 2011   | 2016   | 2017   |
| ------ | ------ | ------ | ------ | ------ | ------ | ------ | ------ | ------ | ------ | ------ | ------ | ------ | ------ |
| 人口數 | 21,660 | 22,705 | 23,453 | 25,125 | 26,389 | 26,594 | 24,064 | 21,743 | 20,490 | 19,321 | 18,537 | 19,115 | 18,995 |

## 经济
勒皮是一个区域性的工商业城市，勒皮-伊桑若工商会的总部所在地，米其林和爱马仕分别在勒皮设有加工厂，旅游业亦是勒皮的重要经济来源。

## 财政收入
2018年，勒皮的财政收入总额为22,912,900欧元，财政支出总额为20,467,000欧元，当年的债务总额为20,931,800欧元。
2014年，勒皮的人均收入总额为2,324欧元，其中高职人员为3,912欧元，普通职员为1,718欧元。
2016年，勒皮境内的青壮年（15至64岁）失业率为18.8%，当地35.8%的家庭拥有纳税资格。

## 社会事务

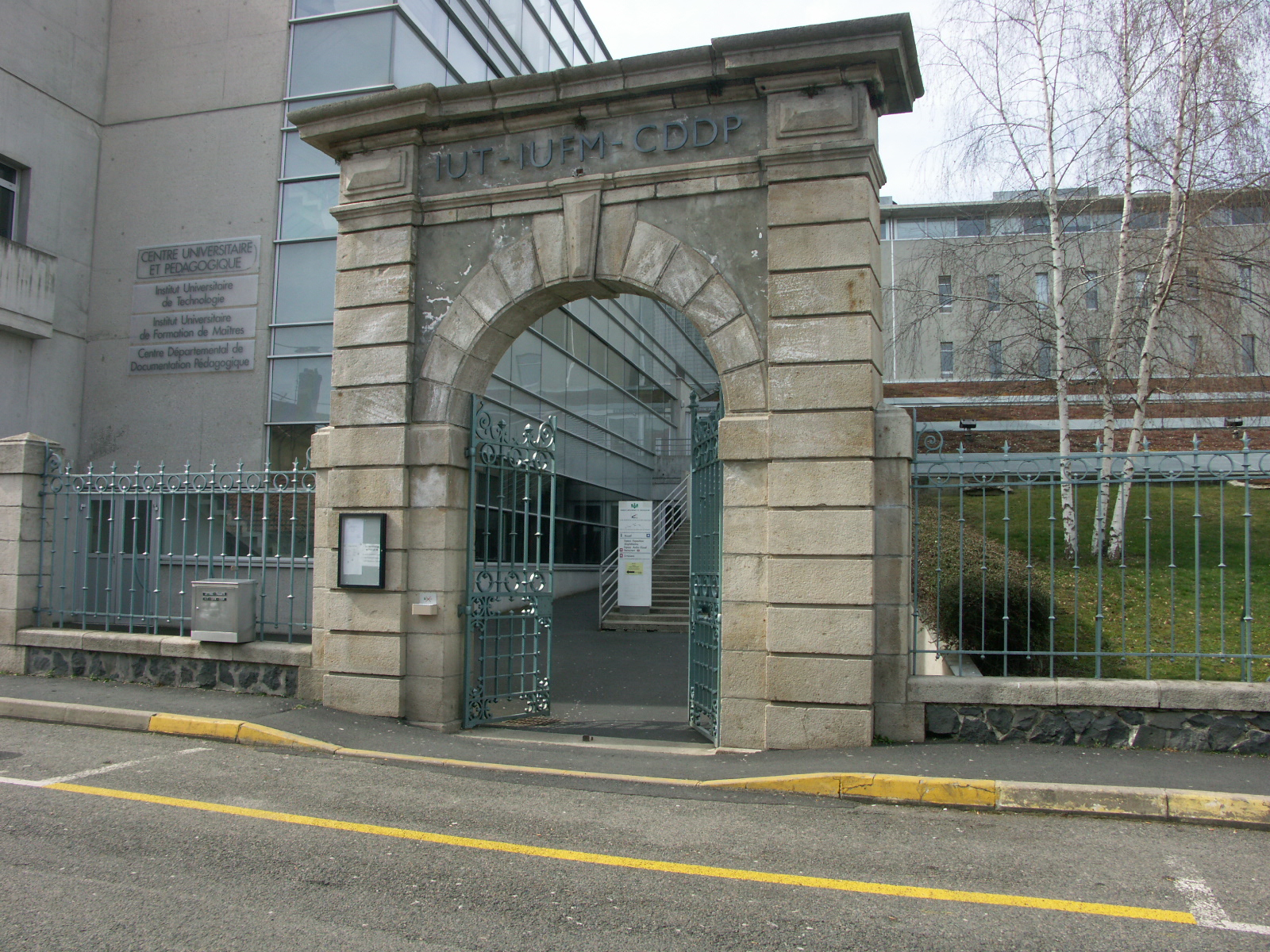
克莱蒙-奥弗涅大学勒皮校区

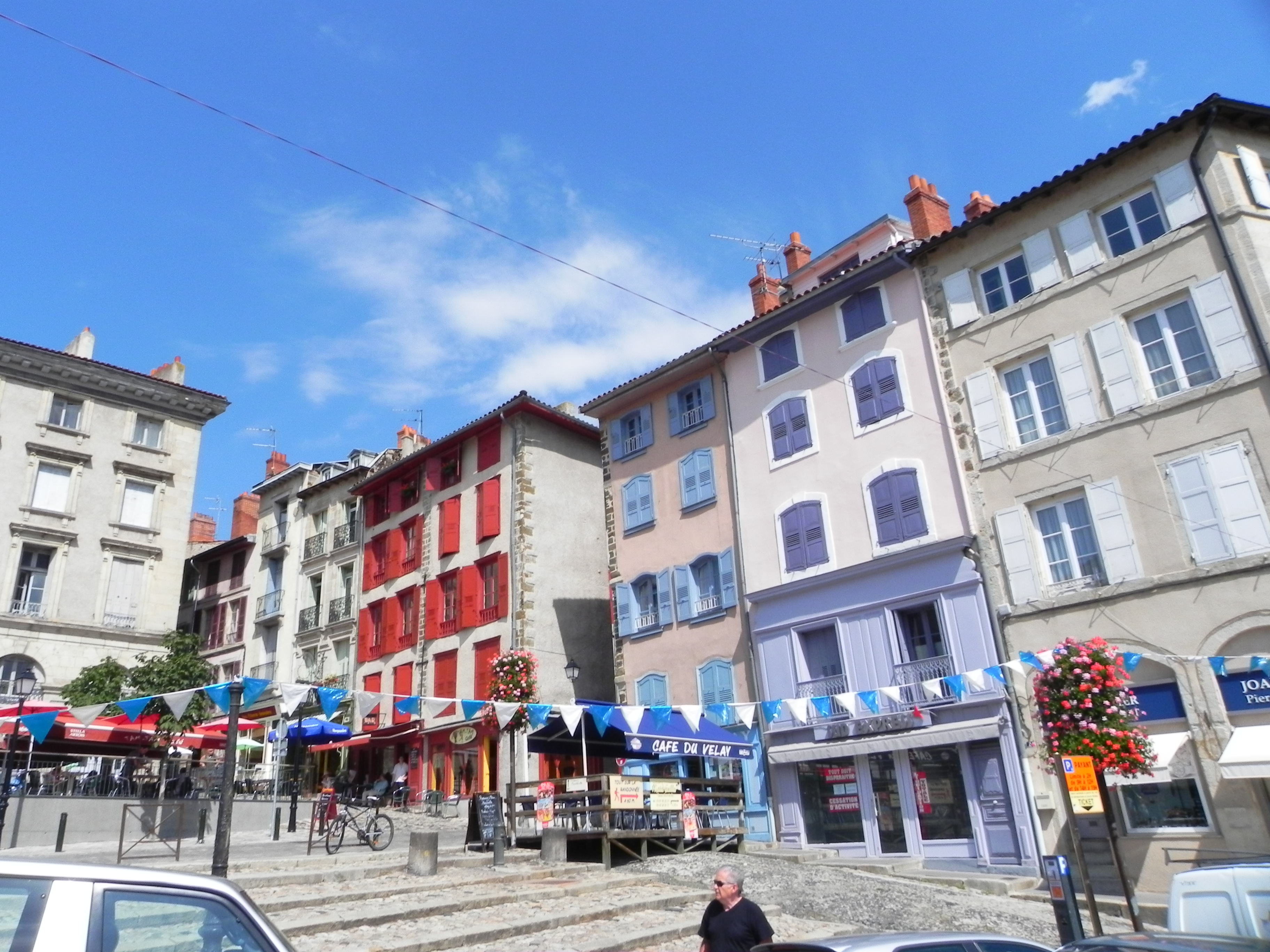
勒皮市区民居

### 教育
勒皮属于克莱蒙费朗学区。截止2018年1月1日，勒皮境内共有3所幼儿园、14所小学、5所初级中学、4所普通高中和1所职业高中。2018至2019学年度，勒皮境内共有学生5,061名。
在高等教育方面，克莱蒙-奥弗涅大学在勒皮设有校区，其化学系、材料系、计算机系部分专业及下属的一个应用科技学院在此，此外还有一个卫生学校和一个示范学校。

### 医疗
截止2017年1月1日，勒皮境内共有全科医生30名、保健师25名、牙医24名、护士39名、耳科医生1名、眼科医生4名、皮肤科医生4名、助产士1名、儿科医生1名和妇科医生2名。境内共有药房11家，养老院7家，残疾人帮扶中心7家。
勒皮中心医院（Centre Hospitalier du Puy-en-Velay）位于勒皮市区，是当地规模最大的公立综合性医院。

### 住房
2015年，勒皮境内共有各类住房11,984套，其中82.9%为常住房屋。

### 商业

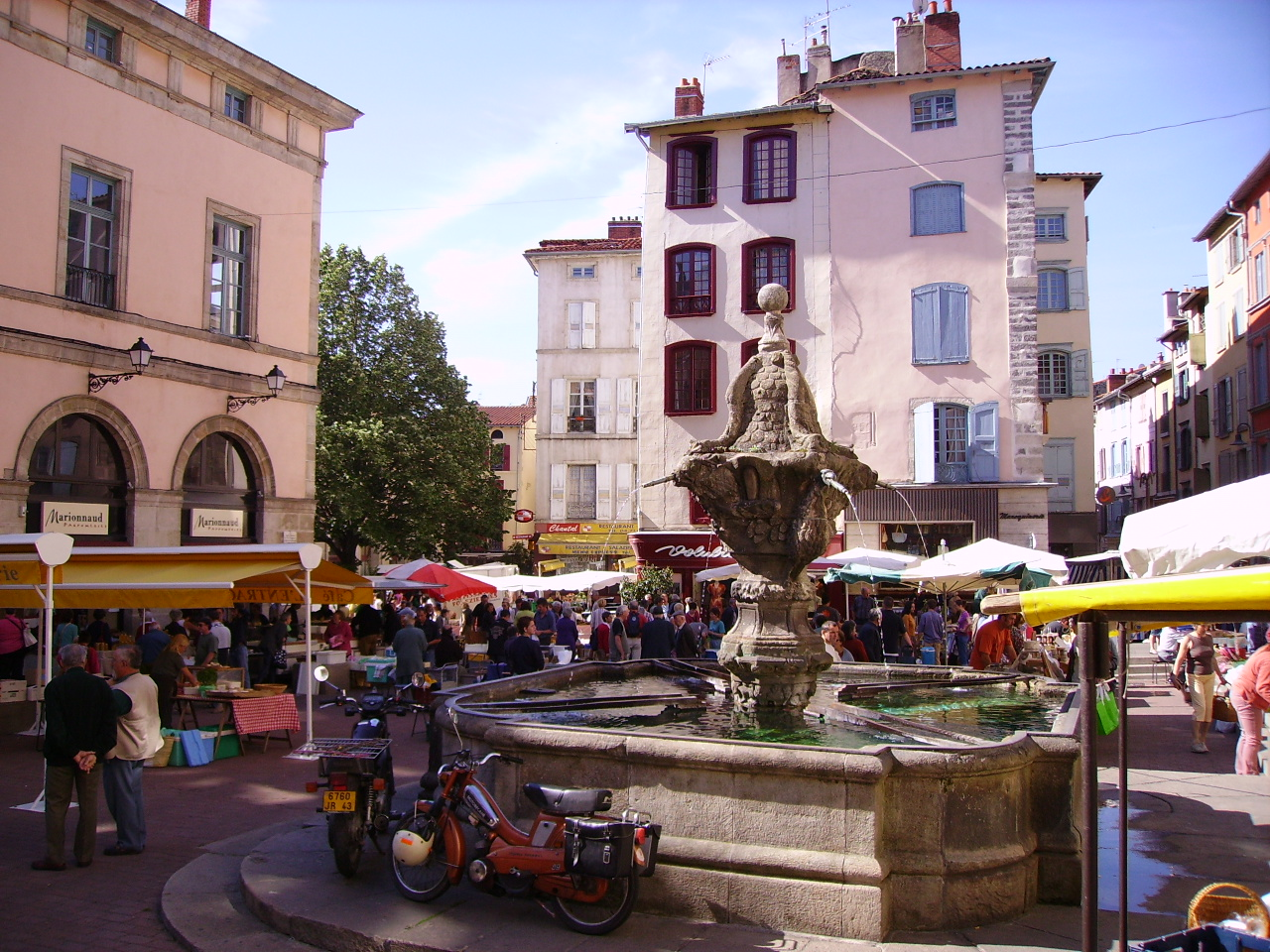
勒皮市中心的集市

2017年，勒皮境内共有各类商铺1,641家，其中餐饮服务类741家。市区东部设有开放式商业街区。

### 体育
2017年，勒皮境内共有1家游泳池、4间健身房、2座综合体育场、10处网球场、1处马术场、5处足球或橄榄球场以及3处篮球或排球场。
勒皮足球俱乐部成立于2009年，2019至2020赛季参加法国足球丙级联赛。

### 环境
勒皮的环境事务由其所属的公共社区负责。2017年，勒皮境内共有3家污染企业。

### 治安
2014年，勒皮及附近地区共发生各类案件1,930起，其中盗窃类案件1,146起，经济类案件164起，毒品交易类案件113起。

## 文化

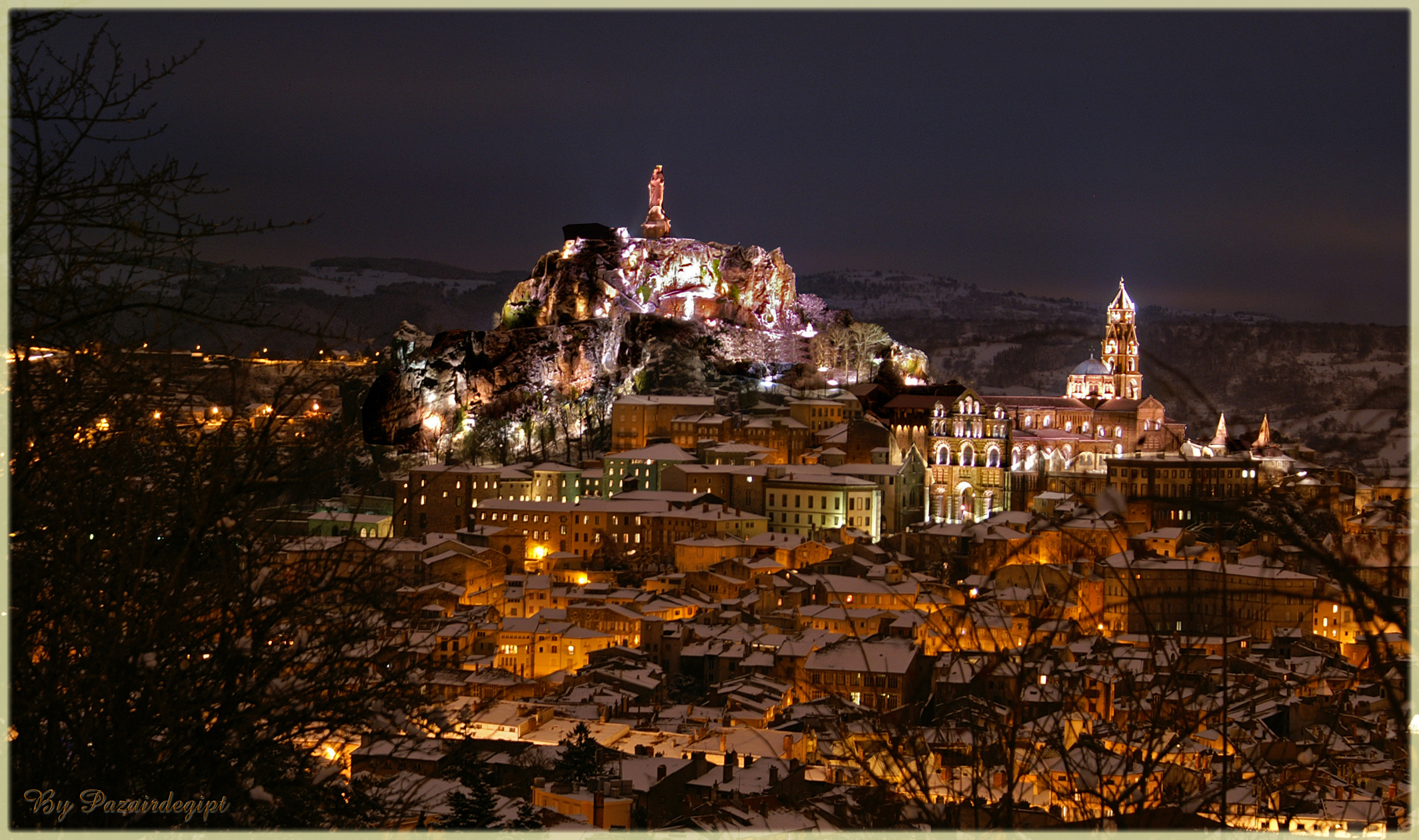
勒皮夜景

2017年，勒皮境内共有2个剧场、1个电影院、1个博物馆和1个音乐厅。

### 旅游
勒皮是法国中央高原区域内重要的旅游城市，是天主教圣雅各之路的起点之一，被《米其林旅游杂志》评为“三星级旅游推荐”。
2018年，勒皮境内共有13个宾馆共计411间房间。

### 建筑
截至2020年4月，勒皮境内共有84处国家文物保护单位。其中勒皮圣让洗礼堂是法国首批文物保护单位。

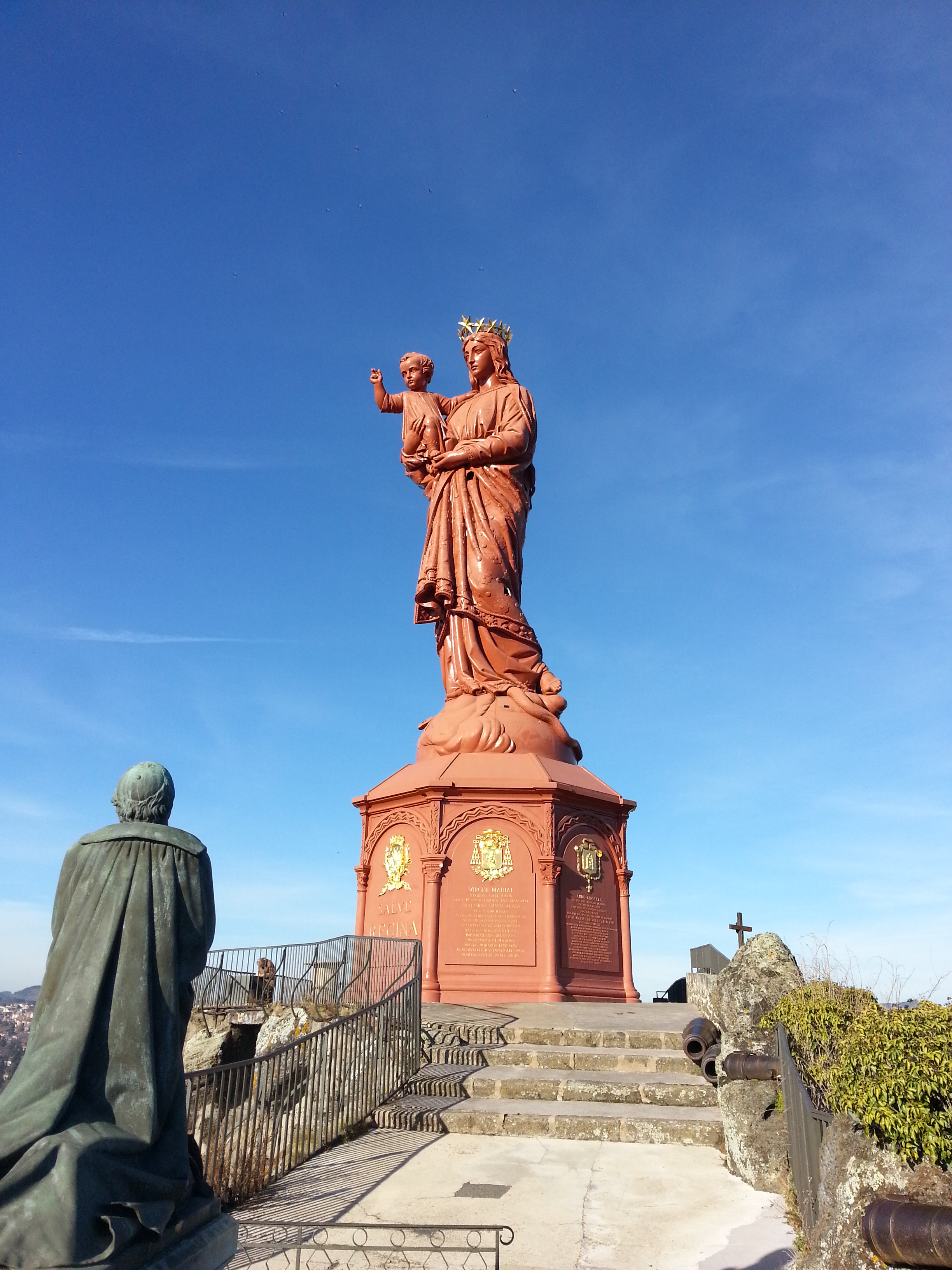
法国圣母雕像
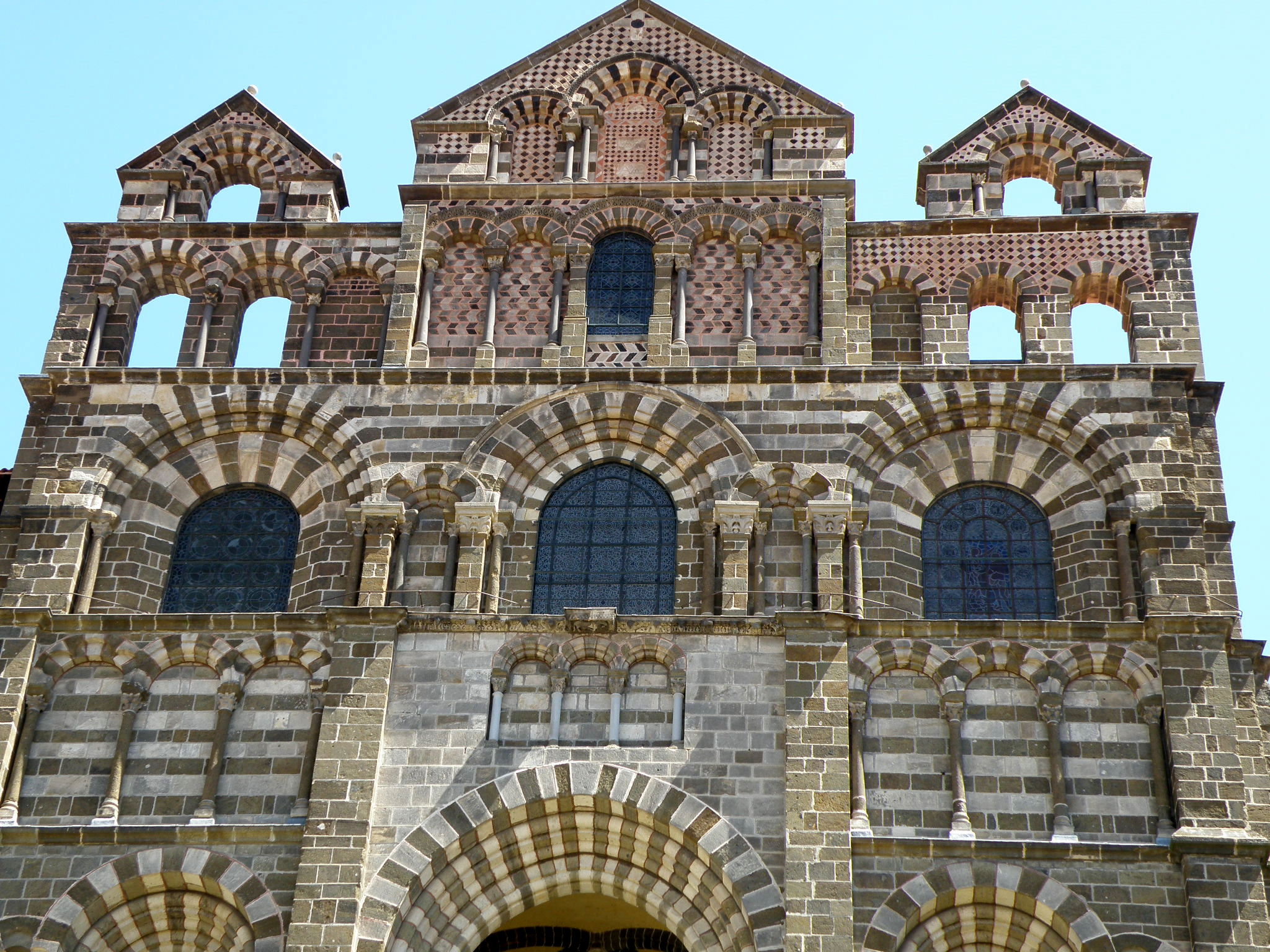
圣母升天大教堂
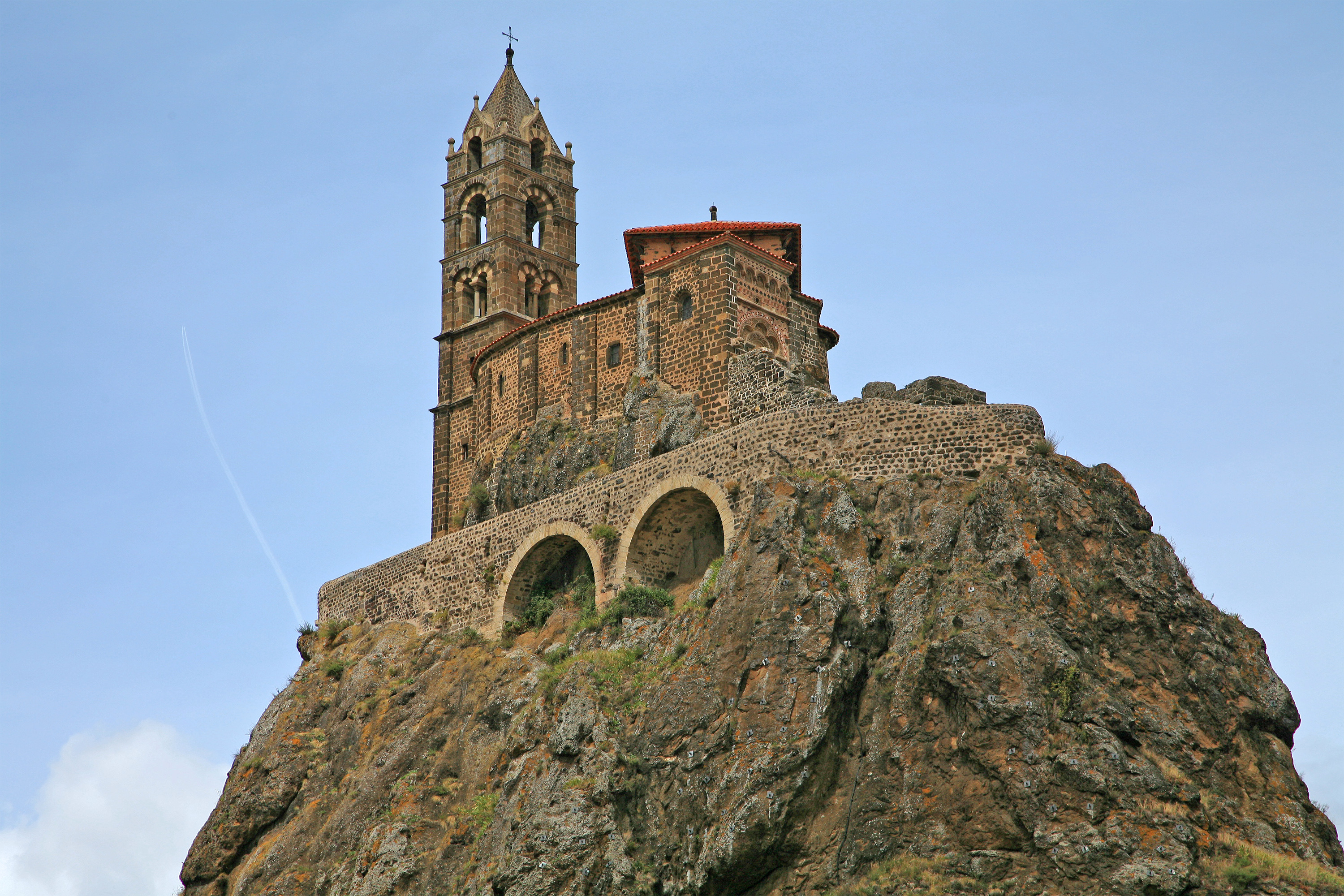
艾古力圣弥额尔礼拜堂
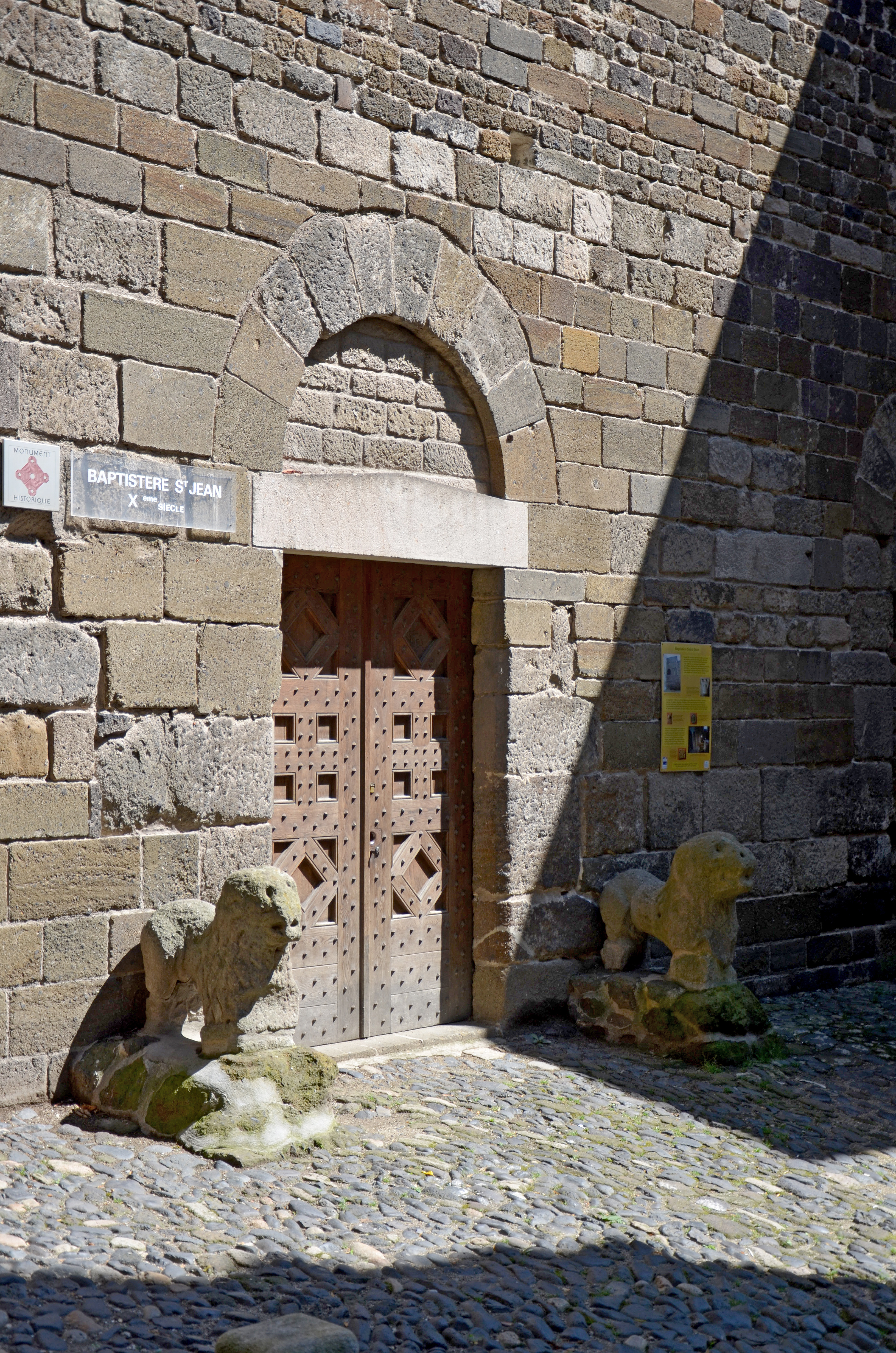
圣让洗礼堂
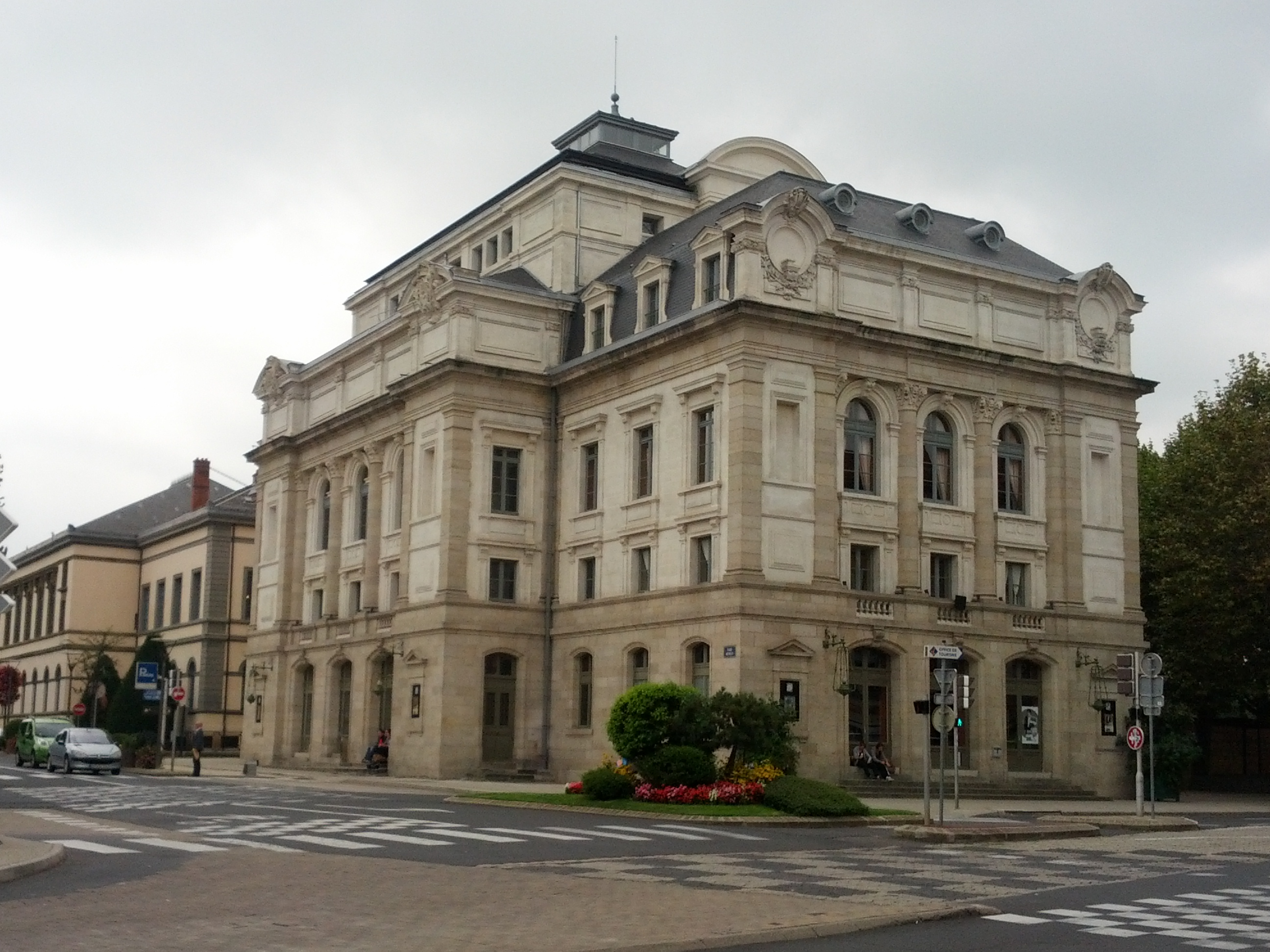
勒皮大剧场
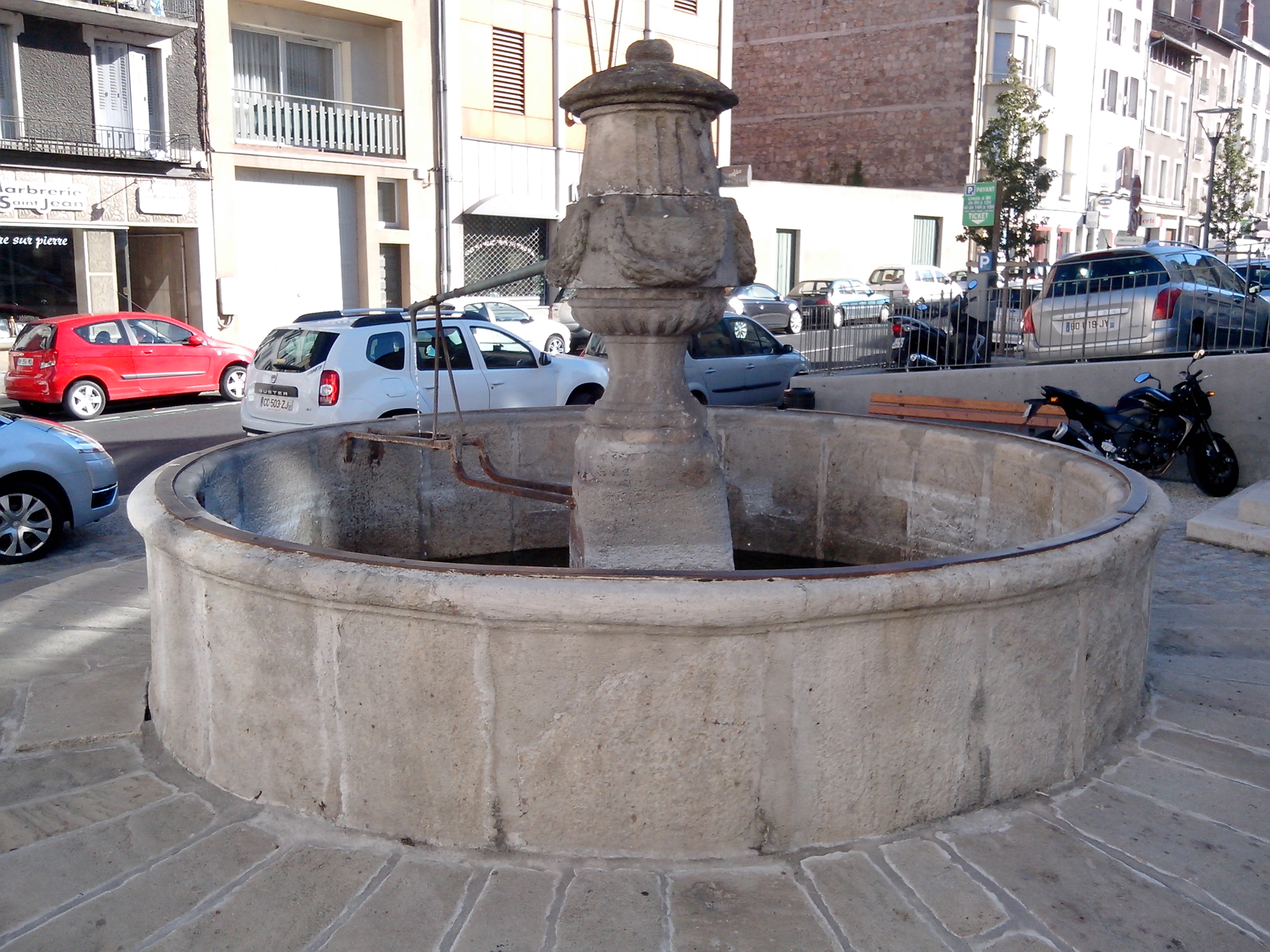
街头的一处喷泉

### 媒体
法国主要的媒体均可在勒皮接收，法国电视三台下属的奥弗涅-罗讷-阿尔卑斯大区频道在部分时段播出勒皮所属区域的地方新闻。在纸质媒介方面，总部位于克莱蒙费朗的《山地报》和总部位于里昂的《进步报》均在勒皮设有分支。

### 特产
勒皮所处的法国中央高原因出产奶酪而闻名，阿尔蒂松奶酪是勒皮的代表性地方特产。此外，勒皮也因小扁豆而闻名。

## 友好城市
截至2020年4月，勒皮共与5座城市互为友好城市关系：
- 德国 梅舍德
- 英格兰 湯布里奇
- 義大利 布鲁盖里奥
- 西班牙 托尔托萨
- 葡萄牙 曼瓜爾迪